# McMAO
McMAO è il secondo album in studio del gruppo musicale italiano Management, pubblicato l'11 marzo 2014 dall'etichetta ColorSound Indie in associazione con MArteLabel e distribuito dalla Universal.

## Descrizione
McMAO è stato registrato tra l'ottobre del 2012 e l'autunno del 2013 presso il Natural Head Quarter Studio di Ferrara e masterizzato agli Abbey Road Studios di Londra. Il disco è stato prodotto da Manuele "Max Stirner" Fusaroli, che aveva già lavorato con il gruppo sul precedente disco Auff!! (2012), e dagli stessi membri del Management. L'album vede la collaborazione di Lorenzo Kruger, voce dei Nobraino, e include una cover di Fragole buone buone di Luca Carboni, tratto dal suo disco d'esordio ...intanto Dustin Hoffman non sbaglia un film (1984).
Per la denominazione del disco, il gruppo ha tentato di sintetizzare e fondere assieme in modo provocatorio la politica imperialista di due potenze mondiali, Stati Uniti e Cina, simbolicamente rappresentate dalla icone del McDonald's e di Mao Tse-tung, da cui deriva il titolo McMAO. La copertina del disco raffigura l'omonima opera d'arte di pop art realizzata da Giuseppe Veneziano, autore anche delle altre immagini contenute nel booklet.
Stilisticamente, l'album prende le distanze dalle sonorità new wave che hanno caratterizzato il disco precedente, spostandosi verso un cantautorato che fonde assieme tendenze post punk e indie rock, sperimentando con la musica elettronica e il progressive rock.

## Promozione
Al momento della pubblicazione, McMAO ha ricevuto giudizi positivi da parte della critica specializzata. Il disco è stato anticipato dal singolo La pasticca blu, pubblicato nel settembre 2013, il quale ha raggiunto il sesto posto nella classifica italiana degli artisti indipendenti stilata dal MEI. Inoltre, dall'album sono stati estratti i singoli James Douglas Morrison, Il cinematografo e Oggi chi sono.
Per promuovere il disco, il gruppo ha intrapreso una tournée svolta su territorio italiano e europeo, terminata nel 2015. L'album ha permesso al Management di vincere il Premio MEI come miglior gruppo indipendente in occasione del Meeting delle etichette indipendenti del 2014.

## Tracce
Testi di Luca Romagnoli, musiche di Marco Di Nardo, eccetto dove indicato.
1. La scuola cimiteriale – 2:59
2. Hanno ucciso un drogato – 4:56
3. Coccodè – 3:42
4. Oggi chi sono – 4:01
5. Il cantico delle fotografie – 4:08 (musica: Nicola Ceroli)
6. La pasticca blu – 3:48
7. James Douglas Morrison – 3:35
8. Requiem per una madre – 4:50
9. Il cinematografo – 3:23
10. Fragole buone buone – 2:50 (testo: Luca Carboni)
11. La rapina collettiva – 4:42

## Formazione
Di seguito sono elencati i musicisti che hanno partecipato al disco e il personale che ha collaborato alla sua realizzazione:
Gruppo
- Luca Romagnoli – voce
- Marco Di Nardo – chitarra, sintetizzatori
- Nicola Ceroli – batteria
- Luca Di Bucchianico – basso

Altri musicisti
- Lorenzo Kruger – voce aggiuntiva (traccia 3)

Produzione
- Management – arrangiamenti; produzione esecutiva
- Manuele "Max Stirner" Fusaroli – produzione; arrangiamenti
- Tommaso Giallonardo – fotografia
- Claudio Ongaro – produzione esecutiva, management
- Raffaella Tenaglia – produzione esecutiva
- Giuseppe Veneziano – grafica